# Pedro José de Almeida Portugal

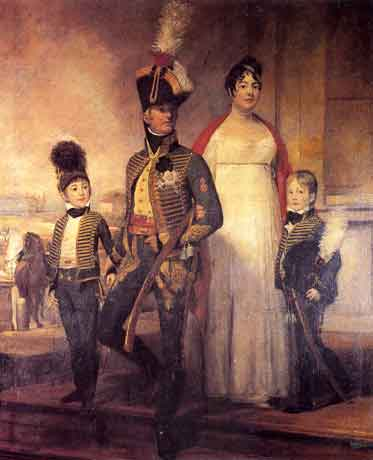
Pedro José de Almeida Portugal e sua família (1805). Retrato de Domenico Pellegrini

Pedro José de Almeida Portugal (Santa Catarina, freguesia de Lisboa, 16 de janeiro de 1754 – Königsberg, hoje Kaliningrado, 2 de janeiro de 1813) foi um nobre português. Deteve os títulos de 3.° Marquês de Alorna e 6.° Conde de Assumar.

## Biografia

### Família
Pedro era o único filho varão de D. João de Almeida Portugal, 2.° Marquês de Alorna, e de sua esposa Leonor de Lorena e Távora, cujos pais, Francisco de Assis de Távora e Leonor de Távora, e cujos irmãos Luís Bernardo e José Maria foram executados publicamente por ordem do rei D. José I, em 13 de janeiro de 1759. O episódio ficou conhecido na história como o Processo dos Távoras.  
Após as execuções de seus avós e tios maternos, Pedro, não tendo ainda cinco anos de idade, ficou privado dos afetos de pai e de mãe, e foi entregue aos cuidados dos criados. Seu pai foi encarcerado no Forte da Junqueira e sua mãe e suas duas irmãs, Leonor e Maria Rita, mantidas presas no Convento do Chelas. Em 1777, com a morte de D. José I, sua sucessora, D. Maria I, subiu ao trono português e tomou o cuidado de dar liberdade aos presos do Estado. Assim, a família de Pedro foi restituída quando ele tinha vinte e três anos de idade.
Por ser filho do Marquês de Alorna, D. Pedro de Almeida Portugal recebeu para si o título de 6.° Conde de Assumar. Com a morte do pai, em junho de 1802, pôde herdar o marquesado de Alorna.

### Carreira militar
Em 1797, D. Pedro de Almeida Portugal, já marechal de campo, foi nomeado por D. Maria I chefe da Legião de Tropas Ligeiras. 
Com as proporções que tomara a Revolução Francesa, em 1799, começou a haver receios de que Portugal não pudesse evitar ser também invadido, e o então príncipe regente, D. João, conhecendo que seus exércitos estavam pouco habilitados para entrarem em batalha, encarregou o marquês de Alorna de apresentar as suas ideias sobre o modo de o organizar e disciplinar convenientemente. O general formulou o seu plano em memórias a que deu o título de Reflexões sobre o Sistema Económico do Exército. 
Pouco tempo depois, perturbaram-se as as relações diplomáticas com a Espanha. Tratando o governo de se preparar para a guerra, Alorna teve o comando das tropas que se uniram na Beira. Em vão requisitou mais forças, dinheiro e recursos indispensáveis para a defesa; seus pedidos tiveram somente promessas em resposta. Então, valendo-se do seu próprio crédito, abasteceu Almeida, e com suas energias conseguiu fazer das rochas do Monsanto uma praça de guerra e construir, na Guarda, um forte com casamatas à prova de bomba. Além disso, fortificou a posição das Talhadas com três redutos e outros entrincheiramentos; pôs no castelo de Vila Velha um montão de pedras, em estado de se defender, levantando trincheiras; fez obras nos arredores de Sortelha e Celorico; criou um hospital no Fundão; estabeleceu, em Cardigos e Celoricos, armazéns para abastecimento das suas posições e com o fim do facilitar as comunicações para Abrantes, uma sofrível estrada, que ficou com o nome do "Estrada do Marquês de Alorna". Em paga de tantos serviços, o governa mandou-o servir como imediato do general Dorckar [Dordaz], a quem deu o comando superior da província da Beira. Das medidas então infelizmente adotadas, resultou a perda de Arronches e Flor da Rosa, e finalmente a vergonhosa paz de Badajoz. 
Governador das armas do Alentejo, quando da invasão de Junot foi seu ajudante Lecor que avisou a Corte de que os franceses estavam em Abrantes e não Salamanca. (Junot, aliás, seria abraçado pela condessa da Ega, uma das filhas de sua irmã D. Leonor de Almeida). O prestigio de D. Pedro, de quem Junot escreveu a Napoleão: «O tenente general Marquês de Alorna ser-me-ia muito útil para esta organização (a da Legião Portuguesa a ser mandada à França tomar parte na campanha napoleônica); é um homem de honra, cuja opinião positiva é que o maior bem que pode suceder ao seu país é estar na dependência da França. Uma palavra de Vossa Majestade o adquirirá indubitavelmente e poderá ser-nos muitissimo útil.»
Comandante do corpo de 9 mil soldados que partiu para Baiona em Abril de 1808 com seu criado João André Hilbreth que o servia desde 1791 e o teria abandonado em 1809 para ser criado em casa de pasto no Rossio. 
No dia 1.º do Dezembro do 1801, o governo nomeou uma grande comissão composta de vários generais, presidida pelo ministro da guerra, D. João de Almeida Melo e Castro, à qual foi incumbido o estudo das instituições militares e das reformas de que elas careciam. Alorna não teve entrada na comissão, sendo porém impossível deixar do ouvir a sua opinião num assunto em que era competente, foi-lhe enviado um aviso, em 17 de Abril do 1804, ordenando-lhe que desse o seu voto com individuação sobre o projeto que já estava elaborado, o que fez por escrito, declarando o plano proposto incompleto e censurando que se quisesse alterar o que a experiência tinha mostrado bom, só pelo deseja de fazer inovações. 
Parece que Alorna ainda escreveu nessa época a seguinte obra: «Observações sobre a memoria do general Dumouriez acerca da defeza de Portugal, com o projecto de reorganisação do exercito no plano de defeza do paiz». Trabalho hoje perdido, do que não encontra copia alguma. 
Alorna envolveu-se na conspiração que em 1805 se tramou, para tirar a regência ao príncipe D. João, que se deixava dominar pelo partido francês, e por esse motivo não partiu para o Rio do Janeiro a exercer o cargo do governador para que fora nomeado; mais tarde foi promovido a Tenente general, encarregado do governo das armas do Alentejo, onde estava no anuo de 1807. Do seu quartel general de Vila Viçosa transferiu-se para Elvas quando viu aproximar-se a guerra, tratou de reforçar a guarnição da praça e abastecê-la de víveres, ordenou ao tenente coronel Carlos Frederico Lecor, seu ajudante de campo, que partisse a colher noticia das franceses, o que no caso deles terem invadido o nosso território, seguisse para Lisboa a avisar a príncipe, recomendando na passagem aos magistrados que cortassem as pontes e dificultassem por todos os modos a entrada das estrangeiros. O tenente-coronel Carlos Frederico Lecor, depois do desempenhar a sua missão, voltou a Elvas, com ordem do não pôr obstáculos à marcha das tropas do general Solano, e Alorna cumpriu as ordens do regente, que partindo para o Brasil salvava a monarquia e a dinastia de Bragança mas sobretudo a soberania portuguesa, não querendo ao mesmo tempo sujeitar o seu povo às agruras de uma resistência que naquele momento não podia ter êxito. 
A conquista fora fácil aos franceses, mas para que pudessem manter o seu domínio, tornava-se urgente impossibilitar os meios de que os portugueses podiam dispor para recuperar a sua independência; para alcançar esse resultado, Junot, primeiro ajudante de campo de Napoleão, teve a ideia de dissolver o exército e afastar para longe os melhores soldados e os chefes mais conhecidos. Foi daqui que nasceu o licenciamento do exército e organizar-se a legião portuguesa em que entraram Gomes Freire de Andrade e Manuel Martins Pamplona, depois conde de Subserra, antigos subordinados de Alorna na sua Legião de Tropas Ligeiras, ficando o marquês com o comando geral. 
A Legião Portuguesa foi, portanto, manifestamente criada por Junot para recrutar soldados para os exércitos franceses, mas também, e era esse o principal fim, afastar de Portugal, enviando-os ao centro das hostes napoleónicas, os homens mais perigosos, habituados à disciplina militar e a defenderem a bandeira portuguesa, cuja permanência poderia ser fatal aos invasores. Alorna saiu de Portugal com as forças do seu comando, na primavera de 1808, acompanhou-as até Burgos onde ficou doente, indo depois encontrá-las em Bayonne. Os franceses tomaram as precauções para que as notícias desfavoráveis não transpirassem, mas apesar dessas precauções, Alorna teve conhecimento da derrota de Dupont, nos campos de Bailen; diz-se, ainda que outras fontes o neguem,que chamou então ao seu quartel-general os comandantes dos corpos alojados nas proximidades, e propôs-lhes o regresso da legião a Portugal; os comandantes, porém, consideravam grande temeridade a marcha de tão pequena força pelo meio dos exércitos franceses, e o marquês teve de desistir da sua ideia, bem a seu pesar. 
Napoleão, parecendo adivinhar aquele plano, ordenou que a legião se internasse mais em França e se aquartelasse em Grenoble. Em quanto as tropas portuguesas estiveram nesta cidade, o comando era exercido pelo general da divisão territorial e pelo inspector, ficando Alorna somente com o título de comandante, sem atribuições algumas, e assim se conservou até Março de 1809, em que indo a Paris, teve ordem de seguir para o quartel general do rei José Bonaparte, onde o detiveram até Junho de 1810, sem comando e afastado das tropas. 
Preparava-se nesta época a terceira invasão contra Portugal, e Napoleão pensou que a presença de generais e fidalgos portugueses no exército poderia facilitar a realização de seu intento; Alorna recebeu então ordem de se apresentar em Salamanca ao general Massena, com o qual seguiu para a fronteira e entrou em Portugal. A regência de Lisboa, tendo conhecimento do facto, num acto a que se deu o nome de Setembrizada, passou a portaria de 6 de setembro de 1810 exautorando Alorna, privando-o dos títulos, honras e dignidades e até do nome de português, oferecendo ao mesmo tempo mil moedas a quem, vivo ou morto, o apresentasse, além do perdão no caso de ser seu cúmplice no crime de traidor à pátria. 
Seguiu-se depois um processo instaurado no juízo da inconfidência, em que o condenaram à morte em cadafalso alto no cais de Belém, sendo-lhe antes decepadas as mãos, devendo o cadafalso e o corpo serem reduzidos a cinzas e tudo lançado ao mar, concluindo ainda a sentença com a perda dos bens para o fisco, e autorizando qualquer do povo a dar a morte ao réu onde quer que o visse e reconhecesse ser o próprio. Massena, derrotado no Buçaco e não conseguindo transpor as chamadas Linhas de Torres Vedras que defendiam Lisboa, voltou para França, indo com ele Alorna, que em Março de 1812 foi encarregado de inspecionar as tropas da legião que se preparavam para a campanha da Rússia, seguindo depois com o regimento de cavalaria na retaguarda do exercito francês. 
Chegando à Lituânia, Napoleão confiou-lhe o governo da praça de Mohilow, e aí se conservou até que o imperador se viu obrigado a recuar. Nas margens do Dnieper foi juntar-se aos restos do grande exercito, e acompanhando a retirada, chegou a Koenigsberg nos últimos dias de Dezembro de 1812, já muito doente, falecendo dias depois. Quando se verificou o enterro, já os cossacos estavam muito próximo, por isso se lhe não pode prestar as honras militares que lhe competiam. Exautorado das honras na pátria, e privado da última homenagem a que lhe dava direito a sua graduação, foi sepultado em terra estrangeira o Marquês de Alorna, que podia ter prestado serviços ao seu país, se o governo em 1808 tivesse, como era justo, exigido na convenção de Cintra o regresso da legião a Portugal. A irmã, Marquesa de Alorna, trabalhou 10 anos para reabilitar a sua memoria, e só então é que pode alcançar a sentença, que, atendendo à suposta pressão debaixo da qual o Marquês servia no exercito imperial e a dificuldade que teria em se evadir, o julgou sem culpa e reconheceu a iniquidade da sentença que o havia considerado traidor à pátria, quando fora a pátria que primeiro dele se esquecera (com a mesma argumentação foram ilibados todos os que com Alorna tinham sido condenados).

### Ofícios
Vedor honorário da Casa Real em verificação de vida concedida neste ofício por decreto de 6 de julho de 1793, oficial-mor honorário da Casa Real, Comendador da Ordem de Cristo, Grande Oficial da Legião de Honra da França. Foi governador de Armas da Província do Alentejo, comandante da Legião das Tropas Ligeiras, também conhecida por Legião Alorna; Tenente general do exército, distinto por seus talentos militares; governador militar da cidade de Mogilev, na Lituânia, Rússia. Oficial do exército, fez a campanha do Rossilhão e foi comandante da Legion Portugaise ao serviço de Napoleão sendo condenado à morte por alta traição em 1810, juntamente com outros militares e nobres portugueses (posteriormente foram todos ilibados, e alguns acabaram por ocupar altos cargos em Portugal). Contrariamente a uma opinião muito difundida, Alorna não foi maçon. Apesar da sua boa relação com Gomes Freire, foi hostilizado pelos maçons devido aos seus pontos de vista realistas e aristocráticos (ver Ângelo Pereira).

## Casamento e descendência
Casou em Lisboa, na Encarnação, em 19 de fevereiro de 1782 com Henriqueta Júlia Gabriela da Cunha (1787–1829), filha mais velha do 6.º conde de São Vicente, Manuel José Carlos da Cunha e Távora e de Luísa Caetana de Lorena. 
- 1 - D. João de Almeida Portugal (15 de agosto de 1786–27 de setembro de 1805 de queda de cavalo). 7.° Conde de Assumar em vida por decreto de 15 de maio de 1805. Alferes da Legião de Armas Ligeiras (Legião Alorna).
- 2 - D. Miguel de Almeida Portugal (Lapa, Lisboa, 1797–1806, afogado num tanque do jardim do quartel-general do pai em Borba). 8.° Conde de Assumar em vida por decreto de 24 de junho de 1806. Alferes da Legião de Armas Ligeiras (Legião Alorna). Extinta nele a varonia dos Almeidas da casa d'Alorna, e passando o título para a linha colateral Mascarenhas, das casas da Fronteira, Torre e Coculim, hoje vigora o brasão d'armas destas antigas e muito nobres casas.